# CISV
O CISV, sigla (adotada até 2007) de Children's International Summer Villages é uma organização internacional independente, voluntária, apartidária (e não apolítica) e não-religiosa que promove educação para a paz e amizade intercultural.
Tem como objetivo formar lideranças comprometidas com a cooperação, integração intercultural e solução pacífica de conflitos.
Criado em 1950 pela psicóloga Doris Twitchell Allen e dividido em 200 Chapters presentes em 69 países, o CISV é mundialmente reconhecido por seu trabalho por um mundo mais pacífico.
No Brasil, o CISV está presente em Araraquara, Belo Horizonte, Brasília, Campinas, Londrina, Manaus, Rio de Janeiro, São Paulo, São José dos Campos, Salvador e Vitória.
O Brasil enviou sua primeira delegação em 1955 e no ano de 2008, quase 500 brasileiros participaram de atividades internacionais. Além disso, o Brasil hospedou 20 atividades internacionais, consolidando seu papel como um dos países com maior número de participantes no CISV.
O Chapter São Paulo (SAO) é o 2º maior do mundo, considerado por muitos o maior, graças ao fato de que o maior, Lisboa, é o único chapter do país inteiro, Portugal.

## Programas
Village: É o programa original do CISV. Acampamento com duração de 4 semanas, para crianças de 11 anos. Delegações de 10-12 países, geralmente compostas por 2 meninos e 2 meninas + líder (com mais de 21 anos) se reúnem com 6 JCs (Junior Counselors, jovens de 16-17 anos) e um staff.
Step Up (antigo Summer Camp):  Acampamento para jovens de 14 ou 15 anos. As delegações tem 4-6 jovens e um líder. Os jovens são responsáveis pelas regras do acampamento e por planejar - e realizar - as atividades.
Interchange: Programa envolvendo 2 países. Cada delegação é composta por 6-12 jovens de 12-15 anos, com um líder (21+) e (dependendo do tamanho da delegação) um Líder Júnior (18-20 anos). O programa tem duas fases: na primeira, uma das delegações viaja para o outro país e fica na casa dos participantes do primeiro país. Depois (geralmente 6 meses), inverte-se os papéis. Atividades são planejadas pela delegação hospedeira.
Seminar Camp: Acampamento de 3 semanas, para jovens de 17-18 anos. Não há líderes nem delegações com tamanhos fixos. Os jovens tem liberdade para determinar o andamento do programa.
International Youth Meeting: Programa para participantes desde os 11 anos até os maiores de 19 (divididos em faixas etárias). São acampamentos mais curtos (no máximo 2 semanas).
International People's Project: Participantes de diversos países, a partir de 19 anos, reúnem-se para trabalhar em conjunto com uma organização local, envolvendo um tema ou projeto específico.
Interplus (Não existe mais): Programa realizado somente no Brasil. Delegações de 3 cidades viajam, em sequencia, para a cidade de origem de cada uma das delegações. Desenvolvem um único projeto ao longo dos 24 dias de programa.
Mosaic: Atividades realizadas na própria cidade, por pessoas de qualquer idade.
Junior Branch:  Jovens de 11 a 25 anos desenvolvem suas próprias atividades. Faz parte da estrutura do CISV.
No Brasil, devido à presença em diversas cidades, alguns dos programas acima também são realizados em escala nacional, que duram menos tempo: Village, Step Up, Interchange e Youth Meeting (além do Interplus, que só ocorre no Brasil).

## Estatísticas
| Programa                       | Início | Programas | Participantes |
| ------------------------------ | ------ | --------- | ------------- |
| Village                        | 1951   | 1786      | 105141        |
| Interchange                    | 1962   | 2631      | 55836         |
| Summer Camp                    | 1991   | 277       | 13239         |
| Youth Meeting                  | 1991   | 275       | 8414          |
| Seminar Camp                   | 1959   | 430       | 12,639        |
| International's People Project | 2000   | 22        | 520           |
| Mosaic                         | 2005   | 43        | 2721          |

| País           | Primeira delegação | Participantes em ativ. int. (2008) | Ativ. int. hospedadas (2008) | Chapters |
| -------------- | ------------------ | ---------------------------------- | ---------------------------- | -------- |
| Alemanha       | 1951               | 534                                | 17                           | 10       |
| Áustria        | 1951               | 216                                | 9                            | 4        |
| Brasil         | 1955               | 494                                | 20                           | 10       |
| Canadá         | 1958               | 379                                | 11                           | 12       |
| Colômbia       | 1979               | 114                                | 6                            | 2        |
| Dinamarca      | 1951               | 289                                | 11                           | 15       |
| Equador        | 1994               | 108                                | 2                            | 1        |
| Espanha        | 1961               | 243                                | 7                            | 3        |
| Estados Unidos | 1951               | 624                                | 32                           | 22       |
| Filipinas      | 1962               | 118                                | 2                            | 5        |
| Finlândia      | 1953               | 165                                | 6                            | 7        |
| França         | 1951               | 369                                | 15                           | 8        |
| Reino Unido    | 1951               | 150                                | 3                            | 5        |
| Guatemala      | 1955               | 111                                | 2                            | 1        |
| Países Baixos  | 1959               | 146                                | 4                            | 1        |
| Índia          | 1965               | 138                                | 3                            | 2        |
| Israel         | 1957               | 111                                | 2                            | 2        |
| Itália         | 1952               | 562                                | 28                           | 12       |
| Japão          | 1958               | 136                                | 4                            | 4        |
| México         | 1951               | 172                                | 5                            | 2        |
| Noruega        | 1951               | 473                                | 15                           | 17       |
| Portugal       | 1961               | 186                                | 6                            | 1        |
| Suécia         | 1951               | 497                                | 25                           | 17       |

## Países membros[4]
Países em que o CISV está bem estabelecido.
- Alemanha
- Argentina
- Austrália
- Áustria
- Bélgica
- Brasil
- Bulgária
- Canadá
- Colômbia
- Coreia do Sul
- Costa Rica
- Dinamarca
- Egito
- El Salvador
- Equador
- Espanha
- Estados Unidos
- Filipinas
- Finlândia
- França
- Reino Unido
- Grécia
- Guatemala
- Honduras
- Hungria
- Ilhas Feroé
- Índia
- Indonésia
- Islândia
- Israel
- Itália
- Japão
- Jordânia
- Letônia
- Líbano
- Luxemburgo
- México
- Noruega
- Nova Zelândia
- Países Baixos
- Polónia
- Portugal
- Chéquia
- Suécia
- Suíça
- Tailândia
- Turquia

## Países associados
Países em que o CISV ainda está em um estágio inicial.
- África do Sul
- Argélia
- Bielorrússia
- Bósnia e Herzegovina
- Camboja
- Chile
- China
- Chipre
- Costa do Marfim
- Croácia
- Eslováquia
- Eslovênia
- Estónia
- Geórgia
- Gronelândia
- Hong Kong
- Kosovo
- Lituânia
- Malásia
- Malta
- Mongólia
- Myanmar
- Nepal
- Nicarágua
- Palau
- Panamá
- Peru
- Quênia
- Roménia
- Rússia
- Singapura
- Ucrânia
- Uruguai
- Vietname